# Murata (Giappone)
Murata (村田町?) è una cittadina giapponese della prefettura di Miyagi.

## Geografia fisica
Murata si trova nella parte centro-meridionale delle prefettura di Miyagi. Il fiume Shiroishi attraversa la città.
Comuni confinanti:
- Sendai,
- Natori,
- Iwanuma,
- Ōgawara,
- Shibata,
- Kawasaki,
- Zaō.

## Storia
L'area dove oggi si trova Murata faceva parte dell'antica provincia di Mutsu. Il villaggio di Murata divenne comune il primo aprile 1889 e fu elevato allo stato di città il 31 ottobre 1895. La città si fuse poi con i centri confinanti di Tomioka e Numabe il 20 aprile 1955.

## Economia
L'economia di Murata si basa in larga misura sull'agricoltura.

## Istruzione
Murata ha due scuole elementari, due medie e una scuola superiore.

## Amministrazione

### Gemellaggi
- Buckley (Galles), dal 1989[1].